# Reconstructivismo
El Reconstructivismo es una teoría filosófica que mantiene que las sociedades deben continuamente reformarse a sí mismas para establecer gobiernos o redes sociales más perfectas. Esta ideología involucra recombinar o recontextualizar las ideas a las que llegó la filosofía de la deconstrucción, donde un sistema o medio existente se fragmenta en sus elementos más pequeños con significado para que luego sean usados para construir un nuevo sistema o medio libre de las estructuras del original.
Algunos pensadores han intentado ascribir el término reconstructivismo al movimiento de arte post-postmoderno. En un ensayo por Chris Sunami (Art Essays: Reconstructivist Art), arte reconstructivista es descrita como sigue:

Una obra de arte reconstructivista se construye sobre previas obras y técnicas deconstructivistas, pero las adapta a temas y estructuras clásicos, con la meta de crear obras de emoción y significado genuino. De esta manera, el reconstructivismo (cuando funciona) combina la vitalidad y originalidad del deconstructivismo con las comodidades, placeres y recompensas del clasicismo. El propósito general del reconstructivismo es redespertar un sentimiento de lo Real en un mundo donde se ha demostrado que todo es una ilusión.

Uno de los ejemplos que Sunami provee de esta técnica es la manera en que algunas obras de música moderna incorporan elementos deconstruidos de música anterior y los combinan y ordenan de manera nueva y dentro de una composición distinta.